# Актанышбашское сельское поселение
Актанышбашское се́льское поселе́ние — муниципальное образование в Актанышском районе Татарстана Российской Федерации.
Административный центр — деревня Актанышбаш.

## История
Статус и границы сельского поселения установлены Законом Республики Татарстан от 31 января 2005 года № 13-ЗРТ «Об установлении границ территорий и статусе муниципального образования "Актанышский муниципальный район" и муниципальных образований в его составе».

## Население
| 2010  | 2011  | 2012  | 2013  | 2014  | 2015  | 2016  |
| ----- | ----- | ----- | ----- | ----- | ----- | ----- |
| 1035  | ↘1034 | ↘1033 | ↘1030 | ↗1034 | ↗1059 | ↘1057 |
| 2017  | 2018  | 2019  | 2020  |       |       |       |
| ↘1041 | →1041 | ↗1048 | ↘1039 |       |       |       |

## Состав сельского поселения
| № | Населённый пункт | Тип населённого пункта          | Население |
| - | ---------------- | ------------------------------- | --------- |
| 1 | Азякуль          | деревня                         |           |
| 2 | Актанышбаш       | деревня, административный центр |           |
| 3 | Ирмяшево         | деревня                         |           |
| 4 | Чуганак          | деревня                         |           |